# Treffauer
Il Treffauer con i suoi 2 304 m è la terza cima più alta dei Monti del Kaiser nelle Alpi Calcaree Nordtirolesi. Si trova nel Tirolo austriaco.

## Geografia
Il Treffauer si erge a sud della cresta principale, ed è una delle montagne più suggestive della catena del Wilder Kaiser. Leggermente separata a nord dal Treffauer, la lunga cresta principale corre da ovest a est tra il Scheffauer, il Sonneck e Zentralkaiser attorno all'Ellmauer Halt. A sud si trova il Tuxeck (2 226 m slm). La montagna appartiene al comune di Scheffau am Wilden Kaiser, con il confine con il comune di Kufstein che corre direttamente alla croce di vetta.

## Alpinismo
Sebbene il Treffauer sia considerato un tour impegnativo ma meritevole e non particolarmente difficile tra gli alpinisti, richiede comunque esperienza alpina, buona forma fisica, passo sicuro e assenza di vertigini. La via normale segnalata al Treffauer inizia a Scheffau am Wilden Kaiser e conduce attraverso lo Jägerwirt, la Wegscheid-Hochalm, lo Schneekar e il soleggiato versante occidentale alla croce di vetta in circa quattro ore (due tratti assicurati, diversi tratti classificati come I grado UIAA e due tratti di II grado inferiore). Questo itinerario è di gran lunga il più facile e, a differenza della vicina Ellmauer Halt, meno impegnativo, ma molto esposto, soprattutto nella parte superiore. Popolare ma da non sottovalutare è la traversata al Tuxeck con successiva discesa al Gruttenhütte. Questa include difficili tratti di arrampicata non assicurati (fino al III grado di difficoltà) e c'è un alto rischio di caduta massi in terreno poco visibile.